# Ronald Gamarra Herrera
Ronald Gamarra Herrera (Lima, 10 december 1958) is een Peruviaans politicus en rechter. Tijdens deze periode vertegenwoordigde Gamarra de nabestaanden van de vijftien slachtoffers van het bloedbad van Barrios Altos, dat in 1991 had plaatsgevonden in het centrum van Lima. Voor deze zaak en voor de moord op negen studenten en een hoogleraar aan de Universiteit La Cantuta in 1992 werd onder meer ex-president Alberto Fujimori tot 25 jaar cel veroordeeld. 

## Biografie
Ronald Gamarra studeerde rechten aan de Universiteit San Marcos. Hij specialiseerde zich vervolgens in rechten van de mens en civiel recht. Gamarra zet zich al jaren in voor de slachtoffers van de regeringsrepressie tijdens die burgeroorlog. Hij was verantwoordelijk voor het mensenrechtenkantoor dat in 2000 werd opgericht om de beschuldigingen tegen Fujimori en zijn chef van de geheime dienst Vladimiro Montesinos te onderzoeken en speelde een belangrijke rol bij de uitlevering van Fujimori. Nu leidt hij de Peruaanse koepel van mensenrechtenorganisaties. In het proces tegen de Spaanse rechter Baltasar Garzón was Gamarra aangesteld als internationaal deskundige. Hij werd uitvoerend secretaris van het nationaal mensenrechtencomité (Coordinadora Nacional de Derechos Humanos).